# Ronald Machtley

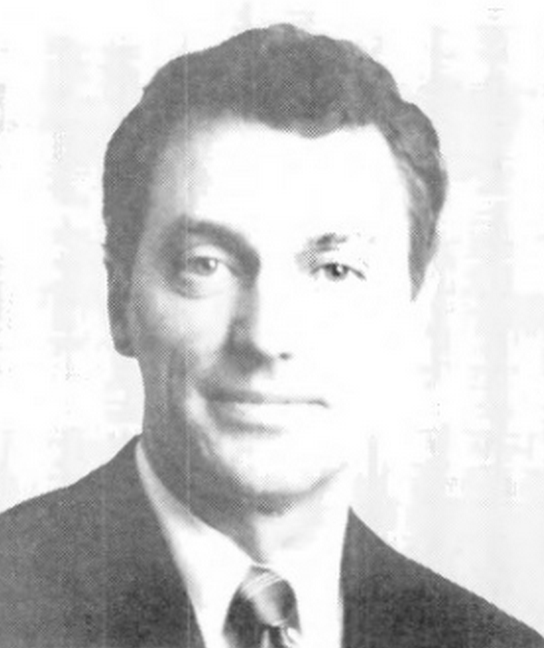
Ronald Machtley

Ronald Keith Machtley (* 13. Juli 1948 in Johnstown, Pennsylvania) ist ein US-amerikanischer Politiker. Zwischen 1989 und 1995 vertrat er den ersten Wahlbezirk des Bundesstaates Rhode Island im US-Repräsentantenhaus.

## Werdegang
Nach der Grundschule absolvierte Ronald Machtley im Jahr 1970 die US-Marineakademie in Annapolis. Zwischen 1970 und 1975 war er aktives Mitglied der Marine. Danach gehörte er bis 1995 deren Reserve an. Nach einem Jurastudium an der Suffolk University in Boston wurde er im Jahr 1978 als Rechtsanwalt zugelassen.
Machtley trat der Republikanischen Partei bei und wurde 1988 als deren Kandidat im ersten Distrikt von Rhode Island in das US-Repräsentantenhaus in Washington, D.C. gewählt. Dort löste er am 3. Januar 1989 Fernand St. Germain von der Demokratischen Partei ab. Nach zwei Wiederwahlen konnte er bis zum 3. Januar 1995 im Kongress verbleiben. Im Jahr 1994 verzichtete er auf eine erneute Kandidatur. Sein Sitz ging dann an den Demokraten Patrick Joseph Kennedy.
Nach seiner Zeit im Kongress kandidierte Machtley erfolglos für das Amt des Gouverneurs von Rhode Island. Seit 1996 ist er Präsident der Bryant University in Smithfield.